# Toby Roberts
Toby Roberts (Elstead, 15 de marzo de 2005) es un deportista británico que compite en escalada. Participó en los Juegos Olímpicos de París 2024, obteniendo una medalla de oro en la prueba combinada.

## Palmarés internacional
| Juegos Olímpicos | Juegos Olímpicos | Juegos Olímpicos | Juegos Olímpicos |
| Año              | Lugar            | Medalla          | Prueba           |
| ---------------- | ---------------- | ---------------- | ---------------- |
| 2024             | París (Francia)  | Medalla de oro   | Combinada        |